# گروشکا ماوا دروگا
گروشکا ماوا دروگا (به لهستانی:  Gruszka Mała Druga) یک روستا در لهستان است که در گمینا نگلیش واقع شده‌است. گروشکا ماوا دروگا  ۱۲۰ نفر جمعیت دارد.